# آدریانو فراسینلی
آدریانو فراسینلی (انگلیسی: Adriano Frassinelli؛ زادهٔ ۱۱ آوریل ۱۹۴۳) ورزشکار اهل ایتالیا است. وی همچنین از برندگان مدال‌های بازی‌های المپیک زمستانی ۱۹۷۲ است.